# The Rasmus
The Rasmus ist eine finnische Alternative-Rock-Band. Im deutschsprachigen Raum wurde die Band erst 2003 mit dem Titel In the Shadows einem breiteren Publikum bekannt, obwohl sie schon seit 1994 besteht und in Finnland seit längerem erfolgreich ist. Die Band vertrat Finnland beim Eurovision Song Contest 2022 und erreichte im Finale den 21. Platz.

## Mitglieder
Die Band besteht aus den vier Mitgliedern Lauri Johannes Ylönen (Gesang; * 23. April 1979 in Helsinki), Aki Markus Hakala (Schlagzeug; * 28. Oktober 1979 in Espoo), Pauli Esko Antero Rantasalmi (Gitarre; * 1. Mai 1979 in Helsinki) und Eero Aleksi Heinonen (Bass; * 27. November 1979 in Helsinki). Bis 1999 war statt Aki Hakala noch Janne Heiskanen (* 15. Januar 1979) am Schlagzeug tätig, dieser wanderte aber nach Thailand aus. Zu dieser Zeit nannte sich die Band noch Rasmus; um Verwechslungen mit dem schwedischen DJ Rasmus zu vermeiden, tauften sie sich in The Rasmus um. 2022 wurde Gitarrist Pauli Antero Rantasalmi durch Emilia Suhonen (* 15. Dezember 1985 in Helsinki) ersetzt.

## Bandgeschichte
Die Geschichte der Band begann – wie die vieler Rockgruppen – in der heimischen Garage. Damals waren die Mitglieder der Band 15 Jahre alt. Anfangs nannten sie sich Anttila, benannten sich aber aufgrund ihres geringen Erfolgs um. 1996 holte ihr Debütalbum Peep Gold in Finnland. Nach dem dritten Album Hellofatester, das 1998 erschien, kam es zum angesprochenen Namenswechsel zu The Rasmus.
2000 wechselte die Band zum Label Playground Music Scandinavia und begann, mit den Produzenten Martin Hansen und Mikael Nord Anderson ein neues Album aufzunehmen. Dabei kam es zum kompletten Bruch mit dem bisherigen Musikstil. Anstatt auf funkigen Alternative Rock setzte die Band nun auf eingängige Pop-Rock-Kompositionen. Das neue Album Into erschien im Oktober 2001. Es gelangte in Finnland auf Platz 1 der Charts und bescherte The Rasmus auch in anderen Teilen Europas erste Erfolge.
Der endgültige europaweite Durchbruch gelang mit dem Nachfolger Dead Letters, der im Juli 2003 bei Universal Music erschien. In Deutschland schaffte es das Album, genau wie die vorab veröffentlichte Single In the Shadows, auf Platz eins der deutschen Musikcharts.
Lauri Ylönen und Pauli Rantasalmi managen noch die Bands Kwan und Killer, jedoch haben sich Killer nach zwei veröffentlichten Alben aus privaten Gründen aufgelöst. The Rasmus, Killer und auch Kwan sind gute Freunde und haben als Markenzeichen ein gemeinsames Tattoo (Dynasty). 2004 nahm Lauri Ylönen zusammen mit HIM-Frontsänger Ville Valo und Apocalyptica Bittersweet sowie ausschließlich mit Apocalyptica den Titel Life Burns! auf. Mit Killer wurde das Lied All I Want und mit Kwan und Siiri Nordin von Killer Chillin’ at the Grotto aufgenommen.
Im Februar 2006 gab die Band zusammen mit HIM und Negative fünf Konzerte in Deutschland, eines in Österreich und eines in der Schweiz. Von Mitte März bis Mitte April 2006 tourten The Rasmus durch Mittel- und Südamerika, Mexiko und Südafrika.
Im September 2008 erschien das Album Black Roses. Es wurde teils in Helsinki, teils in Nashville, USA aufgenommen. Produzenten waren Desmond Child und Harry Sommerdahl, gemixt wurden die Songs von Michael Wegener. Die Single Livin’ in a World without You stieg auf Platz 14 der deutschen Singlecharts ein.
Im September 2009 erschien das Best-Of-Album Best of The Rasmus: 2001–2009 welches einige Songs der Band aus diesen Jahren sowie das Lied October & April, welches mit Anette Olzon aufgenommen wurde, enthielt.
Nach einer langen Pause brachte die Band im März 2012 ihre neue Single I’m a Mess heraus.
Im Februar 2012 kündigte die Band an, am 18. April 2012 ihr neues Album The Rasmus auf den Markt zu bringen. In Deutschland erschien das Album am 20. April.
Am 26. Februar 2022 gewann die Band den nationalen Vorentscheid Uuden Musiikin Kilpailu 2022 mit dem Lied Jezebel zur Vertretung von Finnland beim Eurovision Song Contest 2022. Im 2. Halbfinale am 12. Mai qualifizierte sie sich durch Platz 7 für das Finale am 14. Mai, in welchem sie den 21. Platz mit 38 Punkten erreichte.

## Diskografie
Studioalben

| Jahr | Titel Musiklabel                           | Höchstplatzierung, Gesamtwochen, AuszeichnungChartplatzierungen (Jahr, Titel, Musiklabel, Platzierungen, Wochen, Auszeichnungen, Anmerkungen) | Höchstplatzierung, Gesamtwochen, AuszeichnungChartplatzierungen (Jahr, Titel, Musiklabel, Platzierungen, Wochen, Auszeichnungen, Anmerkungen) | Höchstplatzierung, Gesamtwochen, AuszeichnungChartplatzierungen (Jahr, Titel, Musiklabel, Platzierungen, Wochen, Auszeichnungen, Anmerkungen) | Höchstplatzierung, Gesamtwochen, AuszeichnungChartplatzierungen (Jahr, Titel, Musiklabel, Platzierungen, Wochen, Auszeichnungen, Anmerkungen) | Höchstplatzierung, Gesamtwochen, AuszeichnungChartplatzierungen (Jahr, Titel, Musiklabel, Platzierungen, Wochen, Auszeichnungen, Anmerkungen) | Anmerkungen                                                 |
| Jahr | Titel Musiklabel                           | DE | AT | CH | UK | FI | Anmerkungen                                                 |
| ---- | ------------------------------------------ | --- | --- | --- | --- | --- | ----------------------------------------------------------- |
| 1996 | Peep Evidence Records (WMG)                | — | — | — | — | FI16 Gold · (25 Wo.)FI | Erstveröffentlichung: 29. April 1996 Verkäufe: + 20.000     |
| 1997 | Playboys Evidence Records (WMG)            | — | — | — | — | FI5 (10 Wo.)FI | Erstveröffentlichung: 29. August 1997                       |
| 1998 | Hell of a Tester Evidence Records (WMG)    | — | — | — | — | FI16 (11 Wo.)FI | Erstveröffentlichung: 2. November 1998                      |
| 2001 | Into Playground Records (ERE)              | — | — | — | — | FI1 ×2Doppelplatin · (35 Wo.)FI | Erstveröffentlichung: 21. März 2001 Verkäufe: + 72.950      |
| 2003 | Dead Letters Playground Records (UMG)      | DE1 Platin · (37 Wo.)DE | AT1 Gold · (27 Wo.)AT | CH1 Platin · (41 Wo.)CH | UK10 Gold · (24 Wo.)UK | FI1 ×2Doppelplatin · (54 Wo.)FI | Erstveröffentlichung: 17. März 2003 Verkäufe: + 2.000.000   |
| 2005 | Hide from the Sun Playground Records (UMG) | DE3 (10 Wo.)DE | AT4 (8 Wo.)AT | CH5 (10 Wo.)CH | UK65 (1 Wo.)UK | FI1 Platin · (18 Wo.)FI | Erstveröffentlichung: 9. September 2005 Verkäufe: + 34.254  |
| 2008 | Black Roses Playground Records (UMG)       | DE13 (7 Wo.)DE | AT22 (4 Wo.)AT | CH22 (5 Wo.)CH | — | FI1 Gold · (11 Wo.)FI | Erstveröffentlichung: 22. September 2008 Verkäufe: + 19.559 |
| 2012 | The Rasmus Universal Music (UMG)           | DE26 (1 Wo.)DE | AT23 (1 Wo.)AT | CH46 (2 Wo.)CH | — | FI3 Gold · (14 Wo.)FI | Erstveröffentlichung: 18. April 2012 Verkäufe: + 10.600     |
| 2017 | Dark Matters Playground Records (Cargo)    | DE61 (1 Wo.)DE | AT47 (1 Wo.)AT | CH52 (1 Wo.)CH | — | FI7 (3 Wo.)FI | Erstveröffentlichung: 6. Oktober 2017                       |
| 2022 | Rise Playground Records (Cargo)            | DE34 (1 Wo.)DE | — | CH37 (1 Wo.)CH | — | FI4 (2 Wo.)FI | Erstveröffentlichung: 23. September 2022                    |

## Auszeichnungen
- Echo
  - 2004: für „Newcomer des Jahres“
- Bravo Otto
  - 2003: Gold
  - 2004: Bronze
- MTV European Music Award
  - 2003: für „Best Nordic Act“
  - 2005: für „Best Finnish Act“
- Emma
  - 1996: für den „Besten Newcomer“
  - 2000: für das „Beste Pop/Rock-Album“ (Into)
  - 2001: für die „Beste Band“
  - 2001: für die „Beste Single“ (F-F-F-Falling)
  - 2001: für das „Beste Pop/Rock-Album“ (Into)
  - 2001: für das „Album des Jahres“ (Into)
  - 2001: für den „Produzent des Jahres“ (Killer, Kwan)
  - 2003: für die „Beste Band“
  - 2004: für das „Beste Video“ (Funeral Song)